# Sośnica japońska
Sośnica japońska (Sciadopitys verticillata Sieb. & Zucc.) – gatunek zimozielonego drzewa, będący jedynym współczesnym przedstawicielem rodziny sośnicowatych (Sciadopityaceae). Jest żywą skamieniałością ze względu na brak bliskich żyjących krewnych. W mezozoiku gatunek był szeroko rozprzestrzeniony. Współcześnie występuje w stanie dzikim tylko w Japonii, gdzie zachował się na nielicznych stanowiskach w naturze na wyspach Honsiu, Kiusiu i Sikoku. Rośnie tam w górskich, wilgotnych lasach w wilgotnym klimacie o łagodnych zimach, na żyznych, głębokich i kwaśnych glebach. 
Roślina charakterystyczna z powodu okółkowego ułożenia miękkich, dość szerokich igieł. Ze względu na efektowny pokrój jest uprawiana, przy czym wymaga stanowisk wilgotnych – źle znosi susze. W warunkach polskich polecana do uprawy tylko w zachodniej części kraju.

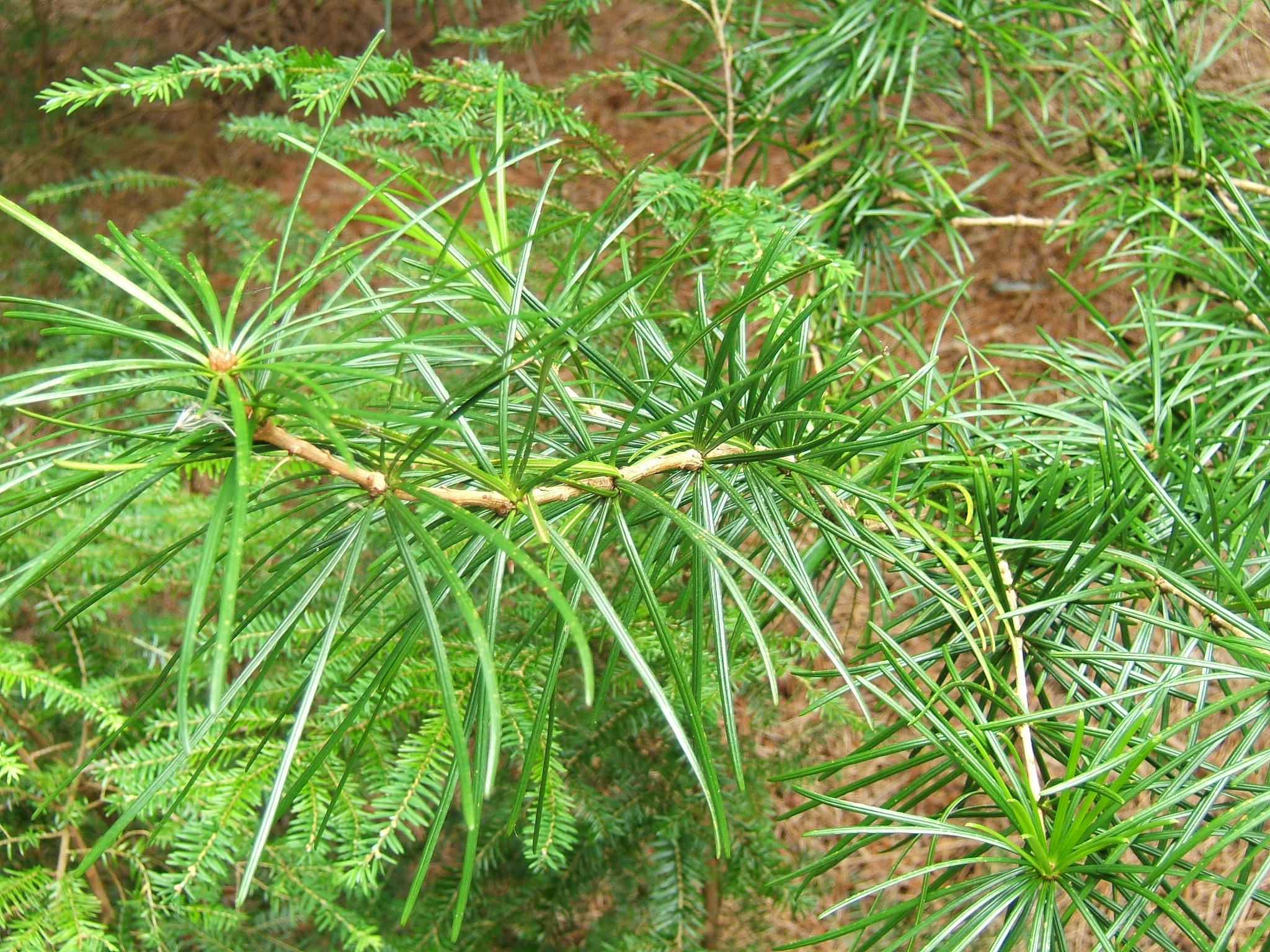
Pęd z charakterystycznymi długimi i grubymi liśćmi

## Morfologia
PokrójW stanie dzikim dorasta do 40 m wysokości (po 30 latach osiąga zwykle ok. 10 m), w Polsce osiąga zwykle 7-8 m. Korona gęsta, stożkowata, u starszych osobników szeroka.
PieńKora jest czerwonawo-brązowa i łuszczy się długimi płatami, pędy brunatno-szare pokryte długimi, łuskowatymi igłami.
LiścieW postaci podwójnych igieł, osiągających do 14 cm długości i 3–4 mm szerokości, wyrastających w okółkach w kątach drobnych liści łuskowatych na końcach pędów, poza tym rozproszone wzdłuż nich.
Organy generatywneRoślina jednopienna, szyszki męskie kulistawe, wyrastają w skupieniach na końcach krótkopędów, żeńskie wyrastają pojedynczo. Dojrzałe mają kształt kulistawo-jajowaty długości do 10 cm, nie rozpadają się po dojrzeniu.

## Zastosowanie
Roślina ozdobnaW Polsce uprawiana jest głównie w ogrodach botanicznych, arboretach, lecz coraz częściej sadzona jest także w ogrodach ze względu na swoją dostępność w ofercie handlowej.

## Zmienność
Przykłady spośród rosnącej liczby kultywarów tego gatunku: 'Aurea', 'Big Filip', 'Gold Star', 'Golden Rush', 'Grüne Kugel', 'Sternschnuppe'.